# De vermiste
De vermiste is het veertigste stripalbum uit de stripreeks Jeremiah. Het album is geschreven en getekend door Hermann Huppen. Van dit album verscheen de eerste druk bij uitgeverij 
Dupuis in 2023.

## Verhaal
Kurdy is op zoek naar Jeremiah en beleeft een schimmig en onduidelijk avontuur. De omgeving is grauw en grijs en voor de personen die er in voorkomen geldt hetzelfde. Kurdy is grotendeels dronken en zo nu en dan ziet hij flarden uit het verleden voorbijkomen. Hij krijgt hulp van een goedaardig persoon.   